# Konstantin Glavatskich
Konstantin Nikolaevič Glavatskich (in russo Константин Николаевич Главатских?; Privolžskij, 16 aprile 1986) è un fondista russo.

## Biografia
In Coppa del Mondo ha esordito il 23 gennaio 2010 a Rybinsk (5°) e ha ottenuto il primo podio il 12 febbraio 2012 a Nové Město na Moravě (2°).
In carriera ha preso parte a un'edizione dei Giochi olimpici invernali, Soči 2014 (38° nella 50 km), e a una dei Campionati mondiali, Oslo 2011 (29° nella 50 km).

## Palmarès

### Coppa del Mondo
- Miglior piazzamento in classifica generale: 39º nel 2012
- 1 podio (a squadre):
  - 1 secondo posto